# Académie des belles-lettres, sciences et arts de La Rochelle
Cet article concerne l'assemblée des gens de lettres, de savants et d'artistes de La Rochelle. Pour l'Académie protestante, voir Académie de La Rochelle.
L’Académie des belles-lettres, sciences et arts de La Rochelle est une société savante française née de la transformation officielle en 1732 de l’Académie Royale des belles-lettres de La Rochelle.

## Historique
Lors de la Révolution française, l’Académie est dissoute et les collections sont confisquées et dispersées. 
L'Académie est reconstituée en 1853. 
C'est une association loi de 1901.

## Les collections de l'Académie de La Rochelle
Aujourd’hui, les collections de l’Académie de La Rochelle sont disponibles dans plusieurs lieux publics de La Rochelle :
- Médiathèque Michel-Crépeau (médiathèque de La Rochelle) ;
- Muséum Lafaille (Muséum d'histoire naturelle de La Rochelle) ;
- Musée d'Orbigny-Bernon ;
- Archives départementales de la Charente-Maritime.

## Dirigeants

### Liste des présidents
- 1732 : Léon d'Arger
- 1732 : Pierre-Guy de Hillerin
- 1735 : Jean-Baptiste Gastumeau
- 1736 : Claude Hubert Jaillot
- 1739 : Mathieu Martin de Chassiron
- 1739 : Louis Richard des Herbiers
- 1745 : Nicolas-Louis Bourgeois
- 1746 : Charles René Girard de Villars
- 1753 : René-Josué Valin
- 1756 : Louis-Étienne Arcère
- 1759 : Pierre Mathieu René Hue
- 1762 : Jean-Baptiste Mercier Dupaty
- 1770 : André Didier Daniel Raoult
- 1771 : Pierre Gervaud
- 1773 : Louis Charpentier de Longchamps
- 1776 : Jean-Aimé de Lacoste
- 1782 : Jean-Marie Moussaud
- 1785 : Pierre Joachim de Baussay
- 1786 : Pierre-Henri Seignette
- 1786 : Paul Louis Seignette-Desmarais
- 1787 : Louis-Benjamin Fleuriau de Bellevue
- 1806 : Ami-Félix Bridault
- 1807 : Alexandre Etienne Guillaume Hersant-Destouches
- 1808 : Louis-Benjamin Fleuriau de Bellevue
- 1822 : Pierre Paul Raboteau
- 1824 : Pierre Samuel Toussaint Fromentin-Dupeux
- 1853 : Pierre-Simon Callot
- 1856 : Louis Saint-Cyr Sauve
- 1871 : Gaston Romieux
- 1872-1874 : Paul Drouineau
- 1878 : Paul Gaudin
- 1879 : Léopold Delayant
- 1881 : Alphonse Menut
- 1897 : Charles Édouard Beltrémieux
- 1904 : Louis Eugène Meyer
- 1906 : Georges Musset
- 1925 : Hector Talvart
- 1962-1975 : René Mondon
- 1980-1988 : Bernard Guillonneau
- 1988-2000 : Charles Mavaut

### Liste des secrétaires perpétuels
- 1732-1763 : Jean-Baptiste Gastumeau
- 1764 : Louis-Étienne Arcère
- 1751 : Clément de Lafaille